# Associació Catalana de Ciències de l'Alimentació
L'Associació Catalana de Ciències de l'Alimentació (ACCA) és una societat filial de l'Institut d'Estudis Catalans depenent de la Secció de Ciències Biològiques, que fou creada el 1979, i el 1992 s'incorporà a l'IEC.
Es tracta d'una associació interprofessional, els objectius de la qual són l'estudi, el desenvolupament, la difusió i els intercanvis de coneixements sobre les ciències de l'alimentació, amb relació a la bromatologia i a la nutrició. Els seus membres procedeixen de molt diverses disciplines, i porten a terme llur activitat en diferents camps de l'ensenyament, la investigació, la indústria, l'administració, els laboratoris privats o públics, i els centres sanitaris.
L'ACCA fou creada el 1979 per iniciativa de Maria del Carmen de la Torre Boronat, juntament amb altres professionals de la indústria i de les ciències de l'alimentació, entre els quals, Ramon Clotet, Agustí Contijoch i Mestres i Roberto Xalabarder Coca, i el jurista Lluís Gonzalez Vaquer, que en redactaren els Estatuts i signaren l'acta de fundació. Des de l'any 1987 l'associació és membre de l'Institut of Food Technology (IFT) i de la Unión de Ciencia y Tecnología de los Alimentos de España (UCTAE).
Durant els primers anys, la seu de l'Associació fou la Càtedra de Bromatologia, fins que l'any 1989 la secretaria es traslladà a les oficines de la PIMEC, per organitzar la seva administració i atendre els seus associats. El canvi permeté iniciar els tràmits per ingressar a l'Institut d'Estudis Catalans, que varen culminar el 1992 amb l'adscripció de l'ACCA a la Secció de Ciències i Tecnologia de l'IEC com a societat filial. Amb motiu de la incorporació a l'Institut es modificaren els Estatuts de l'Associació. A partir del 25 de febrer de 2013, l'ACCA passa a estar adscrita a la Secció de Ciències Biològiques.
L'ACCA publica la revista Tecnologia i Ciència dels Aliments, de periodicitat semestral. Des de l'any 2004 també publica el Butlletí de l'ACCA.